# Ireland (Shetland)

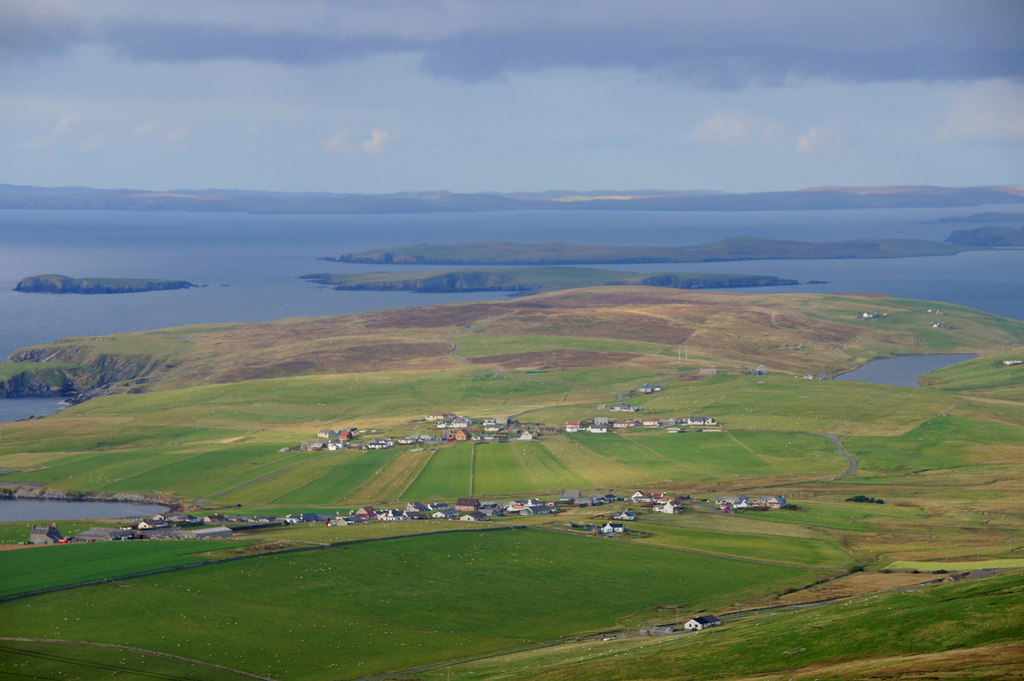
Blick über Bigton auf Ireland

Ireland ist eine Ortschaft, die in Schottland im Süden der Shetlandinseln liegt.

## Geographie
Ireland ist ein kleiner Ort, der im Süden von Mainland an der Küste im Südwesten liegt. 
Die Landspitze Sumburgh Head, südlichster Punkt von Mainland, liegt 14 Kilometer entfernt. Im Westen im Meer liegt die Insel St Ninian's. Die nächstgelegene Ortschaft ist Bigton im Süden.

## Historisches
Im Rahmen der historischen Gliederung Schottlands in Civil Parishes zählt Ireland zu Dunrossness.